# Taishi Sunagawa
Taishi Sunagawa (japanisch 砂川 太志 Sunagawa Taishi; * 20. Januar 1990 in Urasoe) ist ein ehemaliger japanischer Fußballspieler.

## Karriere
Sunagawa erlernte das Fußballspielen in der Schulmannschaft der Ginowan High School und der Universitätsmannschaft der Komazawa-Universität. Seinen ersten Vertrag unterschrieb er 2012 bei FC Ryūkyū. Der Verein spielte in der dritthöchsten Liga des Landes, der Japan Football League. Am Ende der Saison 2013 stieg der Verein in die J3 League auf. Für den Verein absolvierte er 23 Ligaspiele. 2015 wechselte er zu Matsue City FC. Ende 2017 beendete er seine Karriere als Fußballspieler.